# 长春瓦萨滑雪博物馆
长春瓦萨滑雪博物馆坐落于吉林省长春市净月潭国家森林公园内，是专门展示瑞典瓦萨滑雪的历史及瓦萨滑雪活动在中国发展的博物馆。

## 历史
开放于2010年，由鲁迅美术学院设计，是中国首家以冰雪运动为主题的博物馆。
其建筑风格在一定程度上传达了瓦萨的历史，同时注重与其所在森林环境的结合。